# Kościół Niepokalanego Poczęcia Najświętszej Maryi Panny w Bieczynie
Kościół Niepokalanego Poczęcia Najświętszej Maryi Panny w Bieczynie – katolicki kościół filialny zlokalizowany we wsi Bieczyno w gminie Trzebiatów, w powiecie gryfickim (województwo zachodniopomorskie). Jest filią parafii św. Józefa Oblubieńca Najświętszej Maryi Panny w Trzebuszu.

## Historia i architektura
Murowany z cegły, neogotycki kościół wzniesiony został w 1902 roku na miejscu wcześniejszej świątyni. Jest budowlą salową, z wyodrębnionym prezbiterium od strony wschodniej. Nawa nakryta jest dachem dwuspadowym, prezbiterium natomiast trójspadowym. Od zachodu znajduje się wieża ze spiczastym hełmem. Wnętrze kościoła nakrywa drewniany strop beczkowy. Nad wejściem znajduje się wsparta na dwóch słupach empora z prospektem organowym, bez piszczałek. W ścianie prezbiterium znajduje się okrągłe okno z witrażem przedstawiającym błogosławiącego Chrystusa.
Po II wojnie światowej został poświęcony jako kościół katolicki w dniu 1 września 1945.